# Bexley (Ohio)
Bexley es una ciudad ubicada en el condado de Franklin en el estado estadounidense de Ohio. En el Censo de 2010 tenía una población de 13057 habitantes y una densidad poblacional de 2.056,85 personas por km².

## Geografía
Bexley se encuentra ubicada en las coordenadas 39°57′55″N 82°56′4″O / 39.96528, -82.93444. Según la Oficina del Censo de los Estados Unidos, Bexley tiene una superficie total de 6.35 km², de la cual 6.3 km² corresponden a tierra firme y (0.82%) 0.05 km² es agua.

## Demografía
Según el censo de 2010, había 13057 personas residiendo en Bexley. La densidad de población era de 2.056,85 hab./km². De los 13057 habitantes, Bexley estaba compuesto por el 89.65% blancos, el 5.9% eran afroamericanos, el 0.11% eran amerindios, el 1.49% eran asiáticos, el 0.02% eran isleños del Pacífico, el 0.35% eran de otras razas y el 2.47% pertenecían a dos o más razas. Del total de la población el 1.79% eran hispanos o latinos de cualquier raza.